# Микулаш Галанда
Микулаш Галанда (слч. Mikuláš Galanda; Турчјанске Тјеплице, 4. мај 1895 — Братислава, 5. јун 1938) био је познати словачки сликар, графичар и илустратор и спада у најзначајније представнике словачке модерне уметности. Сахрањен је на Народном гробљу у Мартину.

## Студије
После завршене гимназије у Лучењецу почео је 1914. године студирати сликарство на Академији ликовних уметности у Будимпешти. Студије је због ратних догађања морао после две године да прекине.
Године 1922. одлази у Праг и почео је студирати на уметничкој школи код проф. Брунера, а после годину дана је прешао на прашку Академију ликовних уметности и студирао је код професора А. Тилског и Ф. Бромса. Приликом студија се спријатељио са Мартином Бенком.

## Деловање
После завршеног студија је Микулаш Галанда радио као наставник у средњој школи у Братислави, а 1933. је постао редовни професор у школи уметничких заната.
Почетком тридесетих година иступио је пред јавност са пријатељем Људовитом Фулом са манифестом „Приватна писма Фуле и Галанде“ у којим је изразио мишљења да треба завршити са старим уметничким методама и манирима и да треба направити простор за нове поступке и средства који одговарају модерном човеку 20. века.
После нагле смрти био је сахрањен 1978. године у Турчјанским Тјеплицама и његови посмртни остаци су били пренесени у Народно гробље у Мартину. У његовој родној кући се налази од 1991. године галерија са његовим делима.

## Изложбе и његова дела
Осим многих изложби по целој Чехословачкој излагао је своја дела у Њујорку, Москви и године 1937. на Светској изложби у Паризу, где је добио сребрну медаљу за књижну графику и илустрацију.
Међу његове најпознатије слике спада
- Мати
- Стојећи женски акт
- Словачка породица
- Хајдуци